# 1000ちゃん
1000ちゃん（せんちゃん）は、株式会社オーイズミのオリジナルキャラクターおよび1000ちゃんを主人公とするプロジェクト。キャラクターデザインはかのら、声帯担当は新田恵海。

## 概要
2013年5月1日、オーイズミの看板キャラクターだったチキンジローに代わり、新宣伝担当に就任した。毎日、昼の12時（正午）に「おっ昼だぁ〜☆」の合言葉とともにTwitter上に現れ、ファン（＝マスター）と交流する。8月27日、新田恵海が声を担当することが発表された。新田は1000ちゃんプロジェクトの企画段階から参画していた。12月29日、コミックマーケット85にて「1000☆CHANCE!!」と「銀色＊粉雪＊SnowDays」が収録された『1000ちゃん公式読本「1000載1遇」』が発売され、歌手デビューを飾った。
2014年4月1日、エイプリルフール企画として、1000ちゃんに代わる新宣伝担当としてミリオ（CV：渕上舞）が初登場した。5月1日、1周年を記念してWebアニメ「1000ちゃんスペシャルショートドラマ1」の配信が開始された。8月12日、1000ちゃんとミリオのデュエット曲「夏☆DASH!!」の配信が開始され、同日のanimelo mixデイリーランキングで1位を獲得した。12月28日、ファーストアルバム『1000☆SATIONAL!!』が発売された。
2015年6月2日、「1000ちゃんスペシャルショートドラマ2」の配信が開始され、新キャラクターのプリマ（CV：洲崎綾）が登場した。10月10日、ディファ有明にて初の単独イベント「1000☆PARTY!!2015 〜thousand and one〜」が開催された。イベントの模様はanimeloLIVE!でスペシャルダイジェスト映像が放送された他、12月29日に発売されたセカンドアルバム『1000☆PARTY!!』に公演の一部を収録したDVDが同梱された。
2016年1月26日、1000ちゃんが起動（誕生）してから1,000日目を迎えた。5月3日、マチ★アソビ vol.16にて1000ちゃんのメジャーデビューが発表され、8月3日にキングレコードより「☆STARRY☆」でメジャーデビューした。

## 登場人物
出典
1000ちゃん（せんちゃん）
声 - 新田恵海
製品名：OZS-1000 / 誕生日（起動日）：5月1日 / 寸法：145cm / スリーサイズ：B72/W58/H76 / 出身地：神奈川県厚木市 / 好物：メダル、鶏肉
パチスロメーカー・株式会社オーイズミの工場で誕生したメカ少女。役職はオーイズミの宣伝担当。口癖は「マスター♡」（＝お客さん/ファン）、「おっ昼だぁ〜☆」（お昼だぁ〜☆）。1人称は「ワタシ」。イメージカラーは青色。
ミリオ
声 - 渕上舞
身長：135cm / 誕生日：4月1日 / スリーサイズ：B69/W50/H71 / 出身地：アメリカ合衆国マサチューセッツ州？ / 好物：たい焼き
ロボット開発、数学を特技とする天才科学者。1000ちゃんに興味を持ち、捕まえたいと思っている。口癖は「にゃー!」、「改造してやるーっ!」。1人称は「ボク」。イメージカラーは赤色。
プリマ（プリマスロック・リト・ニック・ラーカゲーア）
声 - 洲崎綾
身長：150cm / 出身地：ラーカゲーア星 / 好物：カラアゲ
ラーカゲーア星の第一皇女（宇宙人）。ワルメルグ星の侵略者から一族の秘宝「聖なるカラアゲ・レシピ」を守るためにラーカゲーア星を脱出し、遠く離れた地球（厚木）に漂着した。口癖は「はうう」、「好いとーよっ♡」。興奮したりして感情的になると博多弁に似たラーゲー語が出る。イメージカラーは黄色。余談だが、ラーカゲーア星にはシャワーが無く、地球で初めて入った。
コローネ
声 - 安元洋貴
ミリオの世話係のカラス。鳥頭でいつもミリオに怒られている。
運営さん（うんえいさん）
声 - 小林ゆう
1000ちゃんが大好きな先輩社員。運営と書かれた顔全体を覆うマスクをしており、会話は両手につけたパペットを使って行う。右手のパペットは運太郎（うんたろう）、左手のパペットは営子（えいこ）。
カラアゲ刑事（カラアゲでか） / カラアゲ侍（カラアゲざむらい）
声 - 下野紘
劇中劇『揚げろ! カラアゲ刑事』、『カラアゲ侍』に登場する人気カラアゲキャラクター。
皇帝ジーロ（こうていジーロ）
声 - 下野紘
プリマの故郷ラーカゲーア星を侵略したワルメルグ星の皇帝。
マズマズ獣（マズマズじゅう）
ワルメルグ星に生息するモンスター。ラメーン（CV：長南翔太）、ザピー（CV：烏丸祐一）、トリュフス（CV：河西健吾）、ポテチード（CV：三輪隆博）などが存在し、周辺に存在する特定の食べ物を不味くする能力を持つ。
キャスターA（キャスターエー）
声 - 白石稔
厚木のローカルニュース番組『あつぎ@NEXT』のキャスター。イメージカラーは緑色。
ノル
声 - 茅原実里
メカ少女。悪の皇帝ジーロのお供として「聖なるカラアゲ・レシピ」を狙う。
七沢 十和（ななさわ とわ）
声 - 高田憂希
オーイズミ宣伝部の新入社員。22歳。横浜出身。最年少で役員になるという野望を秘めている。
八尋 百（やひろ もも）
声 - 大野柚布子
オーイズミ宣伝部の新入社員。22歳。東北出身。極度の天然ボケ。コミケでコスプレをするほど1000ちゃんに強い憧れを持つオタク。
九真田部長（くまだぶちょう）
声 - 永野善一
オーイズミ宣伝部の部長。年齢不詳。人間の言葉を話すが、外見的にはどうみても熊。毎日正午の1000ちゃんの「おっ昼だぁ～☆」のツイートの成功に命をかけている。

## ゲーム
- 1000ちゃんブロッククラッシュ（2014年）[30]
- はわわっ!級 1000ちゃんのブロッククラッシュ☆DX（2015年）[31]

## webラジオ
『RADIO 1000ちゃんねる』のタイトルでHiBiKi Radio Stationにて2017年6月9日から配信開始。2020年11月13日から『RADIO 1000ちゃんねる BOOST!』にリニューアル。毎月第2・第4金曜日に更新。出演は新田恵海（1000ちゃん 役）、渕上舞（ミリオ 役）、洲崎綾（プリマ 役）
。

## パチスロ
| 機種名                                 | タイプ | 稼働開始日     | 備考                                         |
| -------------------------------------- | ------ | -------------- | -------------------------------------------- |
| パチスロ1000ちゃん                     | A + AT | 2020年1月6日   | 6号機初のA + AT機。                          |
| Lダブルアタック2 withOZS-1000＆RAPHAEL | AT     | 2024年11月18日 | 人気YouTuber「ラファエル」とのタイアップ機。 |
| LBパチスロ1000ちゃんA                  | A      | 2025年06月02日 | ボーナストリガー (規定数固定機能) を搭載。   |

## 映像商品
- 1000☆PARTY!!2017～Thousand Fever Nights～（2018年5月23日）[36]

## ディスコグラフィ
出典

### インディーズ
| 発売日   | 商品名                                                                  | 歌                                                | 楽曲                                                                                        |
| 2013年   | 2013年                                                                  | 2013年                                            | 2013年                                                                                      |
| -------- | ----------------------------------------------------------------------- | ------------------------------------------------- | ------------------------------------------------------------------------------------------- |
| 12月29日 | 1000ちゃん公式読本「1000載1遇」                                         | 1000ちゃん（新田恵海）                            | 「1000☆CHANCE!!」 「銀色＊粉雪＊SnowDays」                                                  |
| 2014年   |                                                                         |                                                   |                                                                                             |
| 8月12日  | 夏☆DASH!!                                                               | 1000ちゃん、ミリオ（渕上舞）                      | 「夏☆DASH!!」                                                                               |
| 12月5日  | 流れ星☆彡StarLight                                                      | 1000ちゃん                                        | 「流れ星☆彡StarLight」                                                                      |
| 12月28日 | アルバム『1000☆SATIONAL!!』                                             | 1000ちゃん                                        | 「1000☆CHANCE!!」 「流れ星☆彡StarLight」 「銀色＊粉雪＊SnowDays」 「ランチタイム♡Rhapsody」 |
| 12月28日 | アルバム『1000☆SATIONAL!!』                                             | ミリオ                                            | 「MILLION⚡ROCK」                                                                           |
| 12月28日 | アルバム『1000☆SATIONAL!!』                                             | 1000ちゃん、ミリオ                                | 「夏☆DASH!!」                                                                               |
| 2015年   |                                                                         |                                                   |                                                                                             |
| 3月28日  | Dr.ミリオ公式読本「MYRIO ON AIR!!」                                     | ミリオ                                            | 「サクラ*咲*CRASH」                                                                         |
| 8月17日  | PARTY×PARTY!!                                                           | 1000ちゃん、ミリオ、プリマ（洲崎綾）              | 「PARTY×PARTY!!」                                                                           |
| 10月13日 | 涙色♦アバンチュール / Primium♔Song                                      | 1000ちゃん、プリマ                                | 「涙色♦アバンチュール」                                                                     |
| 10月13日 | 涙色♦アバンチュール / Primium♔Song                                      | プリマ                                            | 「Primium♔Song」                                                                            |
| 12月29日 | アルバム『1000☆PARTY!!』                                                | 1000ちゃん、ミリオ、プリマ                        | 「PARTY×PARTY!!」                                                                           |
| 12月29日 | アルバム『1000☆PARTY!!』                                                | 1000ちゃん                                        | 「ウルトラ☀オレンジ☀ハイテンション」 「PARTY×PARTY!!」（1000ちゃんver.）                    |
| 12月29日 | アルバム『1000☆PARTY!!』                                                | ミリオ                                            | 「サクラ*咲*CRASH」                                                                         |
| 12月29日 | アルバム『1000☆PARTY!!』                                                | プリマ                                            | 「Primium♔Song」                                                                            |
| 12月29日 | アルバム『1000☆PARTY!!』                                                | 1000ちゃん、プリマ                                | 「涙色♦アバンチュール」                                                                     |
| 2016年   |                                                                         |                                                   |                                                                                             |
| 5月3日   | 1000mm☆OUR DANCE!!                                                      | 1000ちゃん                                        | 「音頭-DE☆Dance×2」                                                                         |
| 5月3日   | 1000mm☆OUR DANCE!!                                                      | ミリオ                                            | 「Dear→Friend」                                                                             |
| 5月3日   | 1000mm☆OUR DANCE!!                                                      | 1000ちゃん、ミリオ                                | 「夏☆DASH!! OUR DANCE!!ver.」                                                               |
| 2017年   |                                                                         |                                                   |                                                                                             |
| 8月11日  | コミックマーケット92 オーイズミブース購入特典CD『フリフリ♪FEVER NIGHT』 | 1000ちゃん、ミリオ、プリマ、キャスターA（白石稔） | 「フリフリ♪FEVER NIGHT」                                                                    |
| 8月11日  | コミックマーケット92 オーイズミブース購入特典CD『フリフリ♪FEVER NIGHT』 | 1000ちゃん、ミリオ、プリマ                        | 「フリフリ♪FEVER NIGHT with MASTER ver.」                                                   |

### メジャー

#### シングル
| 発売日   | 商品名                 | 歌                                                                     | 楽曲                       | オリコン最高位 |
| 2016年   | 2016年                 | 2016年                                                                 | 2016年                     | 2016年         |
| -------- | ---------------------- | ---------------------------------------------------------------------- | -------------------------- | -------------- |
| 8月3日   | ☆STARRY☆               | 1000ちゃん（新田恵海）                                                 | 「☆STARRY☆」               | 55位           |
| 8月3日   | ☆STARRY☆               | ミリオ（渕上舞）                                                       | 「RE//BORN」               | 55位           |
| 8月3日   | ☆STARRY☆               | プリマ（洲崎綾）                                                       | 「私流×HAPPY×STYLE」       | 55位           |
| 9月17日  | BURNING⇔LOVE           | ミリオ、プリマ                                                         | 「BURNING⇔LOVE」           | -              |
| 10月28日 | ☆PARTY☆LOVE☆           | 1000ちゃん、ミリオ、プリマ                                             | 「☆PARTY☆LOVE☆」           | -              |
| 2017年   |                        |                                                                        |                            |                |
| 1月11日  | 微熱✝ロマネスク✝       | 1000ちゃん                                                             | 「微熱✝ロマネスク✝」       | 31位           |
| 1月11日  | 微熱✝ロマネスク✝       | ミリオ、プリマ                                                         | 「BURNING⇔LOVE」           | 31位           |
| 1月11日  | 微熱✝ロマネスク✝       | 1000ちゃん、ミリオ、プリマ                                             | 「☆PARTY☆LOVE☆」           | 31位           |
| 2018年   |                        |                                                                        |                            |                |
| 10月10日 | Viva☆La☆Radio          | 1000ちゃん、ミリオ、プリマ                                             | 「ビバ☆ラ☆RADIO」          | -              |
| 10月10日 | Viva☆La☆Radio          | 1000ちゃん、キャスターA                                                | 「STAR≡★TRAIN」            | -              |
| 10月10日 | Viva☆La☆Radio          | 1000ちゃん、ミリオ、プリマ、キャスターA                                | 「フリフリ♪FEVER NIGHT」   | -              |
| 2019年   |                        |                                                                        |                            |                |
| 7月27日  | キミと1000☆SATION!!    | 1000ちゃん、ミリオ、プリマ、七沢十和（高田憂希）、八尋百（大野柚布子） | 「キミと1000☆SATION!!」    | -              |
| 7月27日  | キミと1000☆SATION!!    | 1000ちゃん                                                             | 「COLORFUL LINK」          | -              |
| 7月27日  | キミと1000☆SATION!!    | ノル（茅原実里）                                                       | 「0:INTEGRAL」             | -              |
| 2025年   |                        |                                                                        |                            |                |
| 6月4日   | 素敵☆Brand New World!! | 1000ちゃん、ミリオ、プリマ                                             | 「素敵☆Brand New World!!」 |                |

#### アルバム
| 発売日  | 商品名       | 歌                                                         | 楽曲                                                  | オリコン最高位 |
| 2017年  | 2017年       | 2017年                                                     | 2017年                                                | 2017年         |
| ------- | ------------ | ---------------------------------------------------------- | ----------------------------------------------------- | -------------- |
| 3月15日 | 1000☆SMILE!! | 1000ちゃん（新田恵海）、ミリオ（渕上舞）、プリマ（洲崎綾） | 「☆PARTY☆LOVE☆」 「SMiley☆Place」                     | 98位           |
| 3月15日 | 1000☆SMILE!! | 1000ちゃん                                                 | 「微熱✝ロマネスク✝」 「音頭-DE☆Dance×2」 「☆STARRY☆」 | 98位           |
| 3月15日 | 1000☆SMILE!! | プリマ                                                     | 「私流×HAPPY×STYLE」                                  | 98位           |
| 3月15日 | 1000☆SMILE!! | ミリオ                                                     | 「RE//BORN」 「Dear→Friend」                          | 98位           |
| 3月15日 | 1000☆SMILE!! | 1000ちゃん、ミリオ                                         | 「夏☆DASH!! OUR DANCE!!ver.」                         | 98位           |
| 3月15日 | 1000☆SMILE!! | ミリオ、プリマ                                             | 「BURNING⇔LOVE」                                      | 98位           |

## ライブ・イベント
※CDリリースイベント等は省略。
| 出演日         | タイトル                                         | 出演                                                   | MC     | 会場                                 | 備考 |
| -------------- | ------------------------------------------------ | ------------------------------------------------------ | ------ | ------------------------------------ | --- |
| 2015年10月10日 | 1000☆PARTY!!2015 〜thousand and one〜            | 新田恵海、渕上舞、洲崎綾                               | 白石稔 | ディファ有明（東京都）               | |
| 2016年8月6日   | 1000ちゃんメジャーデビュー記念イベント@厚木      | 新田恵海、渕上舞、洲崎綾                               | 白石稔 | レンブラントホテル厚木（神奈川県）   | 全2公演 |
| 2016年11月5日  | 1000☆PARTY!!2016 〜A chance in thousands〜       | 新田恵海、渕上舞、洲崎綾                               |        | ディファ有明（東京都）               | 白石稔はイベント内上映アニメのキャスターA役で音声のみ出演                                                    |
| 2017年5月7日   | 1000ちゃん BIRTHDAY☆PARTY 2017                   | 新田恵海、渕上舞、洲崎綾                               | 白石稔 | BATUR TOKYO（東京都）                | |
| 2017年11月25日 | 1000☆PARTY!!2017 ～Thousand Fever Nights～       | 新田恵海、渕上舞、洲崎綾、白石稔                       |        | 豊洲PIT（東京都）                    | 前年公演のラストで予告された新キャラクター・ノルが正式発表され、ノル役の茅原実里がビデオメッセージ形式で出演 |
| 2018年10月13日 | RADIO 1000ちゃんねる 公開録音&出張版トークショー | 新田恵海、渕上舞、洲崎綾、白石稔                       |        | 科学技術館サイエンスホール（東京都） | WEBラジオの公開録音とトークイベントとの2部公演                                                               |
| 2019年5月18日  | 令和ではわわっ!? 1000ちゃん北海道初上陸イベント  | 新田恵海、渕上舞、白石稔                               |        | アニメイト札幌（北海道）             | トークイベント全2公演                                                                                        |
| 2019年8月25日  | 「1000ちゃん」スペシャルトークショーin名古屋     | 新田恵海                                               |        | ZENT ART MUSEUM（愛知県）            | 同会場で8月16日～9月1日開催の「1000ちゃんミュージアムin名古屋」展示会内イベント                              |
| 2019年9月8日   | 「1000ちゃん」スペシャルトークショーin九州       | 渕上舞、白石稔                                         |        | あるあるCity（福岡県）               | トークイベント全2公演                                                                                        |
| 2019年10月6日  | PREMIUM 1000☆PARTY!!                             | 新田恵海、渕上舞、洲崎綾、白石稔、高田憂希、大野柚布子 |        | Zepp DiverCity(TOKYO)（東京都）      | |